# Stanisław Bąkowski (Bühnenbildner)
Stanisław Bąkowski (* 17. Januar 1929 in Warschau; † 10. Januar 2003) war ein polnischer Bühnenbildner.

## Leben
Bąkowski studierte von 1950 bis 1956 Bühnenbild an der Akademie der Schönen Künste in Warschau. Bei der Inszenierung des Stücks Kordian von Juliusz Słowacki am Nationaltheater in der Regie von Erwian Axer war er der Assistent von Władysław Daszewski. Sein erstes eigenes Bühnenbild schuf er 1956 am Aleksander-Węgieski-Theater in Białystok für das Stück Dom złamanych serc von George Bernard Shaw in der Regie von Irena Górska. An diesem Theater war er bis 1958 tätig. Anschließend arbeitete er an den Bühnen der Teatry Ziemi Pomorskiej in Bydgoszcz und Toruń von 1958 bis 1960. An der Ausstellung Wystawa scenografii im Zyklus Polskie dzieło plastyczne w XV-leciu PRL im Kulturpalast in Warschau nahm er 1962 teil.
Am Teatr Wielki in Posen schuf er 1963 sein erstes Bühnenbild für eine Oper für das Stück Eros i Psyche  von Lubomir Różycki. In den folgenden Jahren arbeitete er für mehrere Opernhäuser. Am Teatr Wielki  in Warschau war er von 1968 bis in die 1980er Jahre tätig.

## Bühnenbilder (Auswahl)
- 1956: Dom złamanych serc, Aleksander-Węgierski-Theater in Białystock
- 1963: Eros i Psyche, Teatr Wielki in Posen
- 1964: Zagraj nam Jonny, Teatr Wielki in Posen
- 1964: Esik w Ostendzie, Teatr Wielki in Posen
- 1965: Trubadur, Teatr Wielki in Posen
- 1966: Wiedeńska krew, Musiktheater in Gdynia
- 1967: Zemsta Nietoperza, Teatr Wilki in Łódź
- 1968: Turandot, Opera i Filharmonia Bałtycka in Gdańsk
- 1968: Madame Butterfly, Teatr Wielki in Warschau
- 1968: Spartakus, Teatr Wielki in Warschau
- 1971: Goplana, Opera i Filharmonia Bałtycka in Gdańsk
- 1995: Madame Butterfly, Teatr Wielki in Warschau